# 珍妮特·埃德梅
珍妮特·埃德梅（Janet Edeme）是一名尼日利亚农业科学家和植物生物学家，她担任总部位于埃塞俄比亚亚的斯亚贝巴的非洲联盟委员会农村经济和农业司司长。该司是非洲联盟内设的一个部门，旨在通过农业促进农村可持续发展和改善整个非洲大陆的粮食安全。

## 研究
珍妮特·埃德梅是一名土生土长的尼日利亚人。她在伊巴丹大学获得学士学位，后留校深造获得农业科学硕士学位，研究方向为植物病理学。之后，她获得由伊巴丹大学、美国德州农工大学、国际热带农业研究所共同授予的博士学位。
埃德梅的科研项目集中在农业科学领域。她在位于肯尼亚内罗毕的国际家畜研究所从事博士后研究究。她还在她母校伊巴丹大学担任教职，并担任包括联合国艾滋病联合规划署和联合国粮食及农业组织的顾问。此外她还是跨政府组织非洲种子组织理事会的成员，并参与实施非洲种子和生物技术计划工作。

## 相关
- 玛丽·姆贡贾（英语：Mary Mgonja）
- 艾琳·塔里莫（英语：Irene Tarimo）
- 阿达·奥萨奎（英语：Ada Osakwe）
- 约瑟芬·奥科特（英语：Josephine Okot）
- 艾米·贾德西米（英语：Amy Jadesimi）